# Bursellia
Bursellia es un género de arañas araneomorfas de la familia Linyphiidae. Se encuentra en  África subsahariana.

## Lista de especies
Según The World Spider Catalog 12.0:
- Bursellia cameroonensis Bosmans & Jocqué, 1983
- Bursellia comata Holm, 1962
- Bursellia gibbicervix (Denis, 1962)
- Bursellia glabra Holm, 1962
- Bursellia holmi Bosmans, 1977
- Bursellia paghi Jocqué & Scharff, 1986
- Bursellia setifera (Denis, 1962)
- Bursellia unicornis Bosmans, 1988